# Distretto di Tortum
Il distretto di Tortum (in turco Tortum ilçesi) è uno dei distretti della provincia di Erzurum, in Turchia.